# Pistas para volver a casa
Pistas para volver a casa és una pel·lícula dramàtica argentina de 2015 escrita i dirigida per Jazmín Stuart. La cinta és protagonitzada per Erica Rivas i Juan Minujín

## Sinopsi
Dina i Pascual són dos germans que van a la recerca d'un tresor després que el seu pare Antonio, internat a un hospital, els reveli que va enterrar uns diners. Pel camí es troben amb Celina, la seva mare, que els va abandonar fa 30 anys.

## Repartiment
- Erica Rivas com Dina.
- Juan Minujín com Pascual.
- Hugo Arana com Antonio.
- Beatriz Spelzini com Celina.

## Recepció
Als Premis Cóndor de Plata 2016 fou nominada a la millor opera prima i a la millor actriu (Erica Rivas). També va participar al Festival Internacional de Cinema d'Hermosillo, on fou nominada a la millor pel·lícula internacional.